# Coupelle-Vieille
Coupelle-Vieille is een gemeente in het Franse departement Pas-de-Calais (regio Hauts-de-France) en telt 515 inwoners (2008). De plaats maakt deel uit van het arrondissement Montreuil.

## Geografie
De oppervlakte van Coupelle-Vieille bedraagt 14,7 km², de bevolkingsdichtheid is 33,6 inwoners per km².
De onderstaande kaart toont de ligging van Coupelle-Vieille met de belangrijkste infrastructuur en aangrenzende gemeenten.

## Demografie
Onderstaande figuur toont het verloop van het inwonertal (bron: INSEE-tellingen).